# شمس‌آباد (امیریه)
شمس‌آباد یک منطقهٔ مسکونی در ایران است که در دهستان امیریه واقع شده‌است. براساس سرشماری مرکز آمار ایران در سال ۱۳۹۵، شمس‌آباد ۳۶۶ نفر جمعیت دارد.